# لويسا يوتا
```

```

لويسا يوتا (بالألمانية: Louise Juta) وُلدت في في 14 نوفمبر 1821 باسم لويسا ماركس (بالألمانية: Louise Marx)، Marx (14 November 1821 - 3 July 1893) كانت زوجة الناشر جان كارل يوتا وأخت الفيلسوف كارل ماركس. في مدينة ترير الألمانية وتُوفيت في الثالث من شهر يوليو 1893 في ضاحية روندبوش في كيب تاون.

## حياتها
وُلدت لويسا في مدينة ترير الألمانية وهي الابنة السادسة لهاينرش ماركس وهنريتي جب بريسبورج، وكباقي إخوتها قام قسيس مولهوف الإنجيلي العسكري بمراسم الغطاس في 26 أغسطس 1924. وبفترة قصيرة من إصابتها بمرض الحمى القرمزية في 8 أبريل 1838 تم تعميدها هي وأختها إميلي في مدينة ترير لأن والدها هاينرش ماركس كان مريض بشدة تُوفي على إثره في 10 مايو 1838 في ترير. وكباقي الإخوة القاصرين أصبح لها وصي لذلك لم تتمكن من استثمار تعليمها كثيرًا. كان لها ذِكر خاص في وصايا والدتها.
ويُرجح أنها تعرفت على زوجها جان كارل جوتا في زالتبومل من خلال أقاربها (ليون فليبس). حيث تزوجا في 5 يونو 1853 في زواج مدني في مدينة ترير. وفي السابع من يونيو في مدينة ترير أقاما زفاف في الكنيسة بحضور عمها ليون فليبس وقريب والدتها هنريته ماركس. في 15 يونيو 1853 تم إبرام عقد موثق في زالتبومل والذي من المفترض أن ينظم الظروف المرورية الصعبة (الرحلة الطويلة إلى جنوب أفريقيا).
وفي الطريق إلى رأس الرجاء الصالح في 29 يونيو زارا الزوجان المتزوجان حديثًا كارل ماركس وعائلته في لندن وفي وقت لاحق زار يوتا وزوجته وأولاده ماركس وكذلك الفيلسوف فريدريك إنجلز في مانشستر. بعد وصول يوتا في عام 1853
بعد وصولهما بوقت قصير إلى جنوب أفريقيا عام 1853، قاما بتأسيس «يوتا ي.ك.يوتا» لبيع الكتب والأدوات المكتبية وكذلك قاما بنشر وطباعة الكتب المدرسية والوثائق الحكومية والكتب العلمية. وفي عام 1883 باعت جزء من الشركة لوكيلَيّها جاكوب سيبرص، وتوماس مولينس دوكان.
لقد كان لدى يوتا ولويسا سبعة أولاد، هنري جوتا (1854*)وجان كارل (تشارلس 1900-1855) وهنري هوبرت (1857-1930)وإيميليا وفهليما ولويزا ايميليا (1861*) وكونراد جاكوبز (1865*). بعد عام 1883 كانت لويسا وعائلتها على تواصل مع ماركس وابنتيه (لورا ماركس وإلنور ماركس) حيث كان يوجد في تركة لورا وجني ماركس العديد من الصور لعائلة يوتا.
تُوفي جان كارل يوتا في 8 أبريل 1886 عند عائلتة في لندن في طريق ستون كورت تشسويك، وشاركت لويسا في جنازته.
عادت لويسا إلى مستعمرة كيب وتٌوفيت في 3 يوليو 1893 في روندبوش وهي ضاحية تقع في جنوب كيب تاون تاركةً ميراث يزيد عن 35 ألف جنية إسترليني بما في ذلك أسهم شركات «ي.ك.يوتا وشركاءه» لأولادها الذين ما زالوا أحياء (السر هنري يوتا وفهليما يوتا ولويزا هومير).

## الإخوة
- موريتس ديفيد ماركس (1815-1819)
- صوفيا ماركس (1816-1866) تزوجت من فيليم روبرت شملهاوسن (1817-1862)
- كارل ماركس
- هيرمان ماركس (1819-1842)
- هينريته ماركس (1820-1845) تزوجت ثيدور سايمونس (1813-1863)
- إيميلي ماركس (1821-1892)تزوجت من يوهان جاكوب كونراد
- كارولين ماركس (1824- 1847)
- إدوارد ماركس (1826-1839)

## اقتباسات
| لويسا يوتا                                     | قالت لي عمتي أن كارل كان طاغية مخيفًا عندما كان شابًا فقد أجبرها أن تقود بأسرع ما يمكن في ماسبرج في ترير، والاسوأ أن تأكل الكعكة التي خبزها من عجينة متسخة بيداه المتسختين، إلا أنها فعلت كل ذلك دون مجادلته لأن مكافئتها هي أن يخبرها كارل بقصصه الرائعة | لويسا يوتا |
| — مقتبس من الينور ماركس: موهر وجنرال، صفحة 272 | |            |

| لويسا يوتا                                                                    | سيأتي كلًا من السيدة شفستر والسيد شفانجر. إن أختي سمينة والعبور حول خط الاستواء سيجعلها تقلق بشدة. | لويسا يوتا |
| — مقتبس من كارل ماركس، فريدريك إنجلز في 29 يونيو 1853. MEGA III / 6، صفحة 201 |                                                                                                   |            |

## الأعمال الأدبية
- S. A. Rochlin: A link between Karl Marx and Cape Town. In: Africana Notes and News. Vol. II. Johannesburg 1944, S. 23–24

- Juta & Company. A note on Juta's history in Cape Town. Kapstadt o. J.

- Werner Blumenberg: Ein unbekanntes Kapitel aus Marx' Leben. Briefe an die holländischen Verwandten. In: International Review of
- Social History, 1, 1956, Nr. 1, S. 54–111

- S. A. Rochlin: J. C. Juta, bookseller and publisher. In: Africana Notes and News. Johannesburg 1957, S. 222–228

- Mohr und General. Berlin 1964, S. 272 f.

- Heinz Monz: Karl Marx und Trier. Verhältnisse Beziehungen Einflüsse. Verlag Neu, Trier 1964

H
- einz Monz: Karl Marx. Grundlagen zu Leben und Werk. NCO-Verlag, Trier 1973, S. 235–236

- Olga Meier (Hrsg.): Die Töchter von Karl Marx. Unveröffentlichte Briefe. Aus dem Französischen und dem Englischen von Karin Kersten und Jutta Prasse. Kiepenheuer & Witsch, Köln 1981 ISBN 3-462-01432-3
- Manfred Schöncke: Eine unerwartete Erbschaft. In: Jahrbuch des IMSF 12. Internationale Marx-Engels-Forschung, Frankfurt / M. 1987, S. 181 ff.
- Juta Publishing into the Nienties. 1853–1990. 137 Years of publishing. Kapstadt 1990

- Manfred Schöncke: Karl und Heinrich Marx und ihre Geschwister. Köln 1993, S. 590–726 ISBN 3-89144-185-1

- Jan Gielkens: Karl Marx und seine niederländischen Verwandten. Eine kommentierte Quellenedition, Trier 1999 [vielmehr April 2000] (=Schriften aus dem Karl-Marx-Haus 50) ISBN 3-86077-845-5
- Familie Marx privat. Die Foto- und Fragebogen-Alben von Marx' Töchtern Laura und Jenny. Eine kommentierte Faksimileausgabe. Hrsg. v. Izumi Omura, Valerij Fomičev, Rolf Hecker und Shun-ichi Kubo. Mit einem Essay von Iring Fetscher, Akademie-Verlag, Berlin 2005 ISBN 3-05-004118-8